# 1197 Родезія
1197 Родезія (1197 Rhodesia) — астероїд головного поясу, відкритий 9 червня 1931 року.
Тіссеранів параметр щодо Юпітера — 3,215.